# Pomme de Terre (rivière, Minnesota)
Pour les articles homonymes, voir Pomme de terre (homonymie).

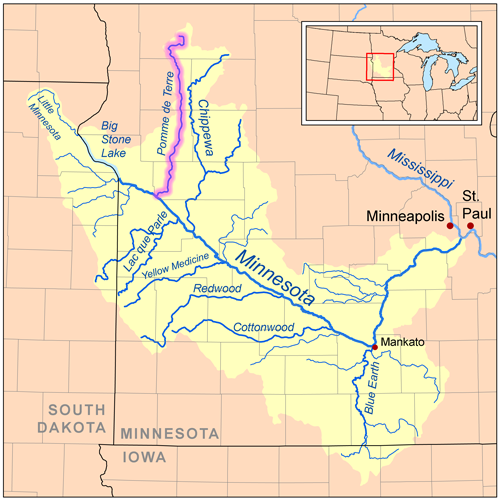
Localisation de la rivière Pomme de Terre dans le Minnesota.

La rivière Pomme de Terre (Pomme de Terre River), qui coule dans l'État du Minnesota, aux États-Unis, est un affluent de la rivière Minnesota, donc un sous-affluent du Mississippi.

## Homonymie
Une autre rivière portant le même nom, mais n'ayant aucun lien géographique, coule dans l'État du Missouri.
Voir : Rivière Pomme de Terre (Missouri).

## Toponymie
Son appellation, pomme de terre, lui fut donnée par les trappeurs et coureurs des bois français et canadiens-français qui parcoururent cette région de la Louisiane française et de la Nouvelle-France. Ils entrèrent en contact  avec les Amérindiens des tribus sioux qui cultivaient ce tubercule.

## Le cours
La longueur de son cours est de 170 km. La rivière Pomme de Terre draine une grande région agricole d'une superficie de 2 266 km2.
La rivière Pomme de Terre prend sa source dans le comté d'Otter Tail.
Le ruisseau s'écoule à travers une région morainique, au milieu de marécages, traversant de nombreux lacs dans un paysage de collines boisées.
Elle rejoint la rivière Missouri dans le Comté de Swift, près d'Appleton à travers un delta formé par un barrage sur le lac Marsh.

## Agriculture
Selon l'Agence de Contrôle de la Pollution du Minnesota (Minnesota Pollution Control Agency), 81 % de l'eau du bassin fluvial de la rivière Pomme de Terre est utilisé pour irriguer les cultures de maïs et de soja.